# Takada Kazumi
Takada Kazumi (28 tháng 6 năm 1951 - 1 tháng 10 năm 2009) là một cầu thủ bóng đá người Nhật Bản.

## Đội tuyển bóng đá quốc gia Nhật Bản
Takada Kazumi thi đấu cho đội tuyển bóng đá quốc gia Nhật Bản từ năm 1970 đến 1975.

## Thống kê sự nghiệp
| Đội tuyển bóng đá Nhật Bản | Đội tuyển bóng đá Nhật Bản | Đội tuyển bóng đá Nhật Bản |
| Năm                        | Trận                       | Bàn                        |
| -------------------------- | -------------------------- | -------------------------- |
| 1970                       | 4                          | 0                          |
| 1971                       | 0                          | 0                          |
| 1972                       | 5                          | 0                          |
| 1973                       | 3                          | 0                          |
| 1974                       | 0                          | 0                          |
| 1975                       | 4                          | 0                          |
| Tổng cộng                  | 16                         | 0                          |